# Paul Gillis
Pour les articles homonymes, voir Gillis.
Paul Christopher Gillis (né le 31 décembre 1963 à Toronto, Ontario, au Canada) est un joueur professionnel canadien de hockey sur glace. Il est entraîneur-chef des Jackalopes d'Odessa de la North American Hockey League.

## Carrière de joueur
Choix de 2e tour des Nordiques de Québec en 1982, il commence sa carrière professionnelle à la fin de la saison 1982-1983. Il joue 8 saisons avec les Nordiques. Il remporte la Coupe O'Keefe pour la saison 1988-1989 comme joueur de l'année.
Il rejoint les Blackhawks de Chicago en 1991.
Il termine sa carrière quelques saisons plus tard avec les Whalers de Hartford. Il inscrit 242 points en 624 parties dans la Ligue nationale de hockey. Sa meilleure saison a lieu avec les Nordiques durant la 1985-1986 où il marque 19 buts, 24 passes pour 43 points.

## Statistiques
| Saison     | Équipe                   | Ligue         |     | Saison régulière | Saison régulière | Saison régulière | Saison régulière | Saison régulière |   | Séries éliminatoires | Séries éliminatoires | Séries éliminatoires | Séries éliminatoires | Séries éliminatoires |
| Saison     | Équipe                   | Ligue         | PJ  | B                | A                | Pts              | Pun              | PJ               | B | A                    | Pts                  | Pun                  |                      |                      |
| 1979-1980  | Buzzers de St. Michael's | OHA-B[Quoi ?] | 44  | 20               | 36               | 56               | 114              | -                | - | -                    | -                    | -                    |                      |                      |
| 1980-1981  | Flyers de Niagara Falls  | OMJHL[Quoi ?] | 59  | 14               | 19               | 33               | 165              | -                | - | -                    | -                    | -                    |                      |                      |
| 1981-1982  | Flyers de Niagara Falls  | LHO           | 66  | 27               | 62               | 89               | 247              | 5                | 1 | 5                    | 6                    | 26                   |                      |                      |
| 1982-1983  | Centennials de North Bay | LHO           | 61  | 34               | 52               | 86               | 151              | 6                | 1 | 3                    | 4                    | 26                   |                      |                      |
| 1982-1983  | Nordiques de Québec      | LNH           | 7   | 0                | 2                | 2                | 2                | -                | - | -                    | -                    | -                    |                      |                      |
| 1983-1984  | Express de Fredericton   | LAH           | 18  | 7                | 8                | 15               | 47               | -                | - | -                    | -                    | -                    |                      |                      |
| 1983-1984  | Nordiques de Québec      | LNH           | 57  | 8                | 9                | 17               | 59               | 1                | 0 | 0                    | 0                    | 2                    |                      |                      |
| 1984-1985  | Nordiques de Québec      | LNH           | 77  | 14               | 28               | 42               | 168              | 18               | 1 | 7                    | 8                    | 73                   |                      |                      |
| 1985-1986  | Nordiques de Québec      | LNH           | 80  | 19               | 24               | 43               | 203              | 3                | 0 | 2                    | 2                    | 14                   |                      |                      |
| 1986-1987  | Nordiques de Québec      | LNH           | 76  | 13               | 26               | 39               | 267              | 13               | 2 | 4                    | 6                    | 65                   |                      |                      |
| 1987-1988  | Nordiques de Québec      | LNH           | 80  | 7                | 10               | 17               | 164              | -                | - | -                    | -                    | -                    |                      |                      |
| 1988-1989  | Nordiques de Québec      | LNH           | 79  | 15               | 25               | 40               | 163              | -                | - | -                    | -                    | -                    |                      |                      |
| 1989-1990  | Nordiques de Québec      | LNH           | 71  | 8                | 14               | 22               | 234              | -                | - | -                    | -                    | -                    |                      |                      |
| 1990-1991  | Nordiques de Québec      | LNH           | 49  | 3                | 8                | 11               | 91               | -                | - | -                    | -                    | -                    |                      |                      |
| 1990-1991  | Blackhawks de Chicago    | LNH           | 13  | 0                | 5                | 5                | 53               | 2                | 0 | 0                    | 0                    | 2                    |                      |                      |
| 1991-1992  | Ice d'Indianapolis       | LIH           | 42  | 10               | 15               | 25               | 170              | -                | - | -                    | -                    | -                    |                      |                      |
| 1991-1992  | Blackhawks de Chicago    | LNH           | 2   | 0                | 0                | 0                | 6                | -                | - | -                    | -                    | -                    |                      |                      |
| 1991-1992  | Whalers de Hartford      | LNH           | 12  | 0                | 2                | 2                | 48               | 5                | 0 | 1                    | 1                    | 0                    |                      |                      |
| 1992-1993  | Whalers de Hartford      | LNH           | 21  | 1                | 1                | 2                | 40               | -                | - | -                    | -                    | -                    |                      |                      |
| Totaux LNH | Totaux LNH               | Totaux LNH    | 624 | 88               | 154              | 242              | 1498             | 42               | 3 | 14                   | 17                   | 156                  |                      |                      |

## Transactions
- 5 mars 1991 : échangé aux Blackhawks de Chicago par les Nordiques de Québec avec Daniel Vincelette en retour de Ryan McGill et Mike McNeill.
- 27 janvier 1992 : échangé aux Whalers de Hartford par les Blackhawks de Chicago en retour de considérations futures.

## Carrière d'entraîneur
Après sa carrière de joueur, il devient entraîneur-chef des Falcons de Springfield en 1994 pour une saison dans la Ligue américaine de hockey.
Il est ensuite entraîneur pour les Spitfires de Windsor durant deux saisons dans la Ligue de hockey de l'Ontario de 1995 à 1997. Il continue sa carrière dans la United Hockey League avec les Mallards de Quad City jusqu'en 1999. Il remporte avec eux, en 1998, la Coupe Coloniale.
Il retourne dans la Ligue de hockey de l'Ontario en 1999 avec les Storm de Guelph pour une seule saison.
En 2000, il se tourne vers la United Hockey League où il demeure 7 ans. Il est en premier lieu avec les Knights de New Haven pour deux saisons. Il est de retour en 2002 avec les Mallards de Quad City pour 3 saisons et perd la finale de la ligue en 2003. En 2005, il s'engage une saison avec les Trashers de Danbury. L'année suivante, il change d'équipe une autre fois en allant entraîner les Jackals d'Elmira.
En 2007, Gillis, change de ligue et va dans la Ligue centrale de hockey où il entraîne les Jackalopes d'Odessa. Il demeure avec l'équipe quand les Jackalopes décident de changer de ligue et de quitter la CHL pour aller dans la North American Hockey League.

## Parenté dans le sport
- Frère du joueur Mike Gillis.